# تشيت غاردنر
تشيت غاردنر (بالإنجليزية: Chet Gardner) هو مهندس أمريكي، ولد في 16 مارس 1898، وتوفي في 3 سبتمبر 1938.

## روابط خارجية
- تشيت غاردنر على موقع DriverDB.com (الإنجليزية)